# أحمد بيغلو
أحمد بيغلو هي قرية في مقاطعة مشكين شهر، إيران. عدد سكان هذه القرية هو 1,385 في سنة 2006.